# Кошта, Паулу Сезар
Паулу Сезар Кошта (порт. Paulo Cezar Costa; род. 20 июля 1967, Валенса, Бразилия) — бразильский кардинал. Титулярный епископ Эскуса и вспомогательный епископ архиепархии Сан-Себастьян-до-Рио-де-Жанейро с 5 февраля 2011 по 22 июня 2016. Епископ Сан-Карлуса с 22 июня 2016 по 21 октября 2020. Архиепископ Бразилиа с 21 октября 2020. Кардинал-священник с титулом церкви Санти-Бонифачо-э-Алессио с 27 августа 2022.